# Tour de Romandie 2009
Die 63. Tour de Romandie fand vom 28. April bis zum 3. Mai 2009 statt. Nach einem Prolog folgten fünf Etappen. Das Rennen zählte zur UCI ProTour 2009. Sieger wurde Roman Kreuziger.

## Etappen

### Übersicht
| Etappe    | Tag       | Start–Ziel                            | km    | Etappensieger   | Gesamtwertung   |
| --------- | --------- | ------------------------------------- | ----- | --------------- | --------------- |
| Prolog    | 28. April | Lausanne (EZF)                        | 3,1   | František Raboň | František Raboň |
| 1. Etappe | 29. April | Montreux – Freiburg im Üechtland      | 176,2 | Ricardo Serrano | Grégory Rast    |
| 2. Etappe | 30. April | La Chaux-de-Fonds – La Chaux-de-Fonds | 161,5 | Óscar Freire    | Grégory Rast    |
| 3. Etappe | 01. Mai   | Yverdon-les-Bains (MZF)               | 14,8  | Team Columbia   | František Raboň |
| 4. Etappe | 02. Mai   | Estavayer-le-Lac – Sainte-Croix       | 157,5 | Roman Kreuziger | Roman Kreuziger |
| 5. Etappe | 03. Mai   | Aubonne – Genf                        | 150,5 | Óscar Freire    | Roman Kreuziger |